# Choice Experiment
Choice Experiment bzw. Discrete Choice Experiment (deutsch: Diskretes Entscheidungsexperiment oder Diskretes Auswahlexperiment) ist eine Auswahl- bzw. entscheidungsbasierte Methode zur Analyse von ökonomischen Präferenzen. Es können sozialwissenschaftliche Befragungsdaten über hypothetische Auswahlen (geäußerte Präferenzen; Choice Experiment im engeren Sinn) oder Daten über reale Auswahlen (offenbarte Präferenzen) analysiert werden. Die statistischen (ökonometrischen) Ansätze bezeichnet man dabei als diskrete Entscheidungsmodelle.
Die Befragten werden in einem Choice Experiment gebeten, eines von mindestens zwei verschiedenen Szenarien (Alternativen) auszuwählen. Jedes der Szenarien ist durch eine Reihe von Eigenschaften (Attributen) beschrieben. Durch die ökonometrische Analyse vieler Auswahlentscheidungen kann der relative Einfluss der Eigenschaften auf das Auswahlverhalten bestimmt werden. Ist eine Eigenschaft ein zu zahlender Geldbetrag, können marginale Zahlungsbereitschaften abgeschätzt werden.

## Anwendungsfelder
Choice Experimente werden vor allem in den Bereichen Marketing, Transport, Umweltökonomik und Gesundheitsökonomik angewandt. Im Bereich der Umweltökonomik dient das Choice Experiment einer umweltökonomischen Bewertung zur Ermittelung des ökonomischen Gesamtwerts.

## Theoretische Grundlagen
Choice Experimente basieren auf zwei ökonomischen Theorien – der Konsumtheorie von Kelvin Lancaster und der Zufallsnutzentheorie (englisch random utility theory, kurz RUT) von Daniel McFadden. Lancasters Konsumtheorie besagt, dass Menschen ihren Nutzen nicht aus dem Konsum von abstrakten Gütern ziehen, sondern aus den Eigenschaften dieser Güter (Attribute). Nach der Zufallsnutzentheorie wählen Menschen immer das Gut aus den ihnen zugänglichen Gütern aus, dem sie den größten Nutzen zuschreiben (Nutzenmaximierungskalkül). Der dem Gut zugeschriebene Nutzen wird in der Zufallsnutzentheorie als aus zwei Komponenten bestehend gedacht: einer systematischen Komponente, die von den Eigenschaften abhängt, und einer zufälligen Komponente. Über die Beobachtung von Auswahlen kann auf die systematische Nutzenkomponente geschlossen werden. Die zufällige Nutzenkomponente ist nicht auf diese Weise am Gut beobachtbar und ist im statistischen Sinne ein Fehlerterm. Abhängig von der Annahme über die Verteilung der Fehlerterme werden bei der Auswertung von Choice-Experimenten verschiedene statistische Modelle verwendet.

## Zentrale Begriffe
Alternative, Option: ein Gut oder ein Szenario, beschrieben durch eine Reihe von Attributen. Unterschieden werden generische und gelabelte Alternativen (Erstere haben keinen Namen, sondern heißen nur „Alternative A“, „Alternative B“ etc. oder „Szenario A“, „Szenario B“, Letztere haben einen konkreten Namen, wie z. B. bei Produktmarken oder Transportmodi). In der Regel ist eine der Alternativen eine status-quo- oder opt-out-Alternative, die in allen Choice-cards auftaucht.
Attribut: Eigenschaft des betrachteten Gutes/Szenarios, dessen Ausprägungen (levels) über die zu vergleichenden Güter/Szenarien variieren.
Choice Card: materielle Verkörperung einer Auswahloption in Form eines Kärtchens o. Ä., das die Attributausprägungen zeigt. Manchmal wird auch ein Choice Set als Choice Card bezeichnet, wenn die Optionen auf einem Kärtchen (o. Ä.) zusammengefasst sind.
Choice Set: Gegenüberstellung von zwei oder mehr Optionen (Choice Cards), aus denen ausgewählt werden kann. Da bei Choice Experimenten den Befragten oft mehr als ein Choice Set vorgelegt wird, muss zwischen der Anzahl der Auswahlentscheidungen und der Anzahl der Befragten unterschieden werden.

## Binäre diskrete Entscheidungsmodelle
Um Ergebnisse von Discrete-Choice-Experimenten zu analysieren, werden verschiedene Modelle unterstellt. Die Wahl des Modells ist verbunden mit bestimmten Annahmen, vor allem über die Verteilung der Fehlerterme, aber auch z. B. die Eigenschaften der Stichprobe. Zu den gängigen Modellen gehören Probit-Modelle, multinomiale Logit-Modelle, konditionale Logit-Modelle, hierarchische Logit-Modelle und gemischte Logit-Modelle. Da die abhängige Variable bei diskreten Entscheidungsmodellen immer binär ist (ja-nein), wird zur Schätzung des Modells im Regelfall die Maximum-Likelihood-Methode angewandt. Verschiedene Autoren zeigten, dass diskrete Entscheidungsmodelle ebenfalls mittels PLS-Pfadmodellierung (PLS für Partial Least Squares, siehe Partielle Kleinste-Quadrate-Schätzung) ausgewertet werden können.

## Durchführung
Bei der Durchführung eines Choice Experiments müssen verschiedene Schritte durchlaufen werden. Die folgenden wurden in der Literatur herausgehoben:
- Analyse des zu betrachtenden ökonomischen Gutes;
- Identifikation von relevanten Attributen;
- Versuchsplanung:
  - ggf. Entscheidung über den anzunehmenden Modellzusammenhang;
  - Identifikation eines statistisch effizienten Designs aus Kombinationen von Alternativen;
  - Einteilung der Kombinationen in Choice-sets;
- Durchführung des Choice Experiments;
- Statistische Auswertung.

## Ähnliche Methoden
Choice Experiment ist eine Weiterentwicklung der aus dem Marketing bekannten Conjoint-Analyse. Eine funktional ähnliche Methode ist die Kontingente Bewertungsmethode.